# 브롤 인 셀 블록 99
《브롤 인 셀 블록 99》(영어: Brawl in Cell Block 99)는 미국에서 제작된 S. 크레이그 잘러 감독의 2017년 네오누아르 교도소 액션 스릴러 영화이다. 빈스 본, 제니퍼 카펜터, 돈 존슨 등이 출연하였고, 댈러스 소녜이 등이 제작에 참여하였다.

## 줄거리
보스 길의 밑에서 마약 밀매업을 하는 브래들리는 길의 새 사업 동료 엘리에이자의 부하들과 메스암페타민을 받아오는 일을 맡게 된다. 브래들리의 만류에도 불구하고 엘리에이자의 부하들은 경찰과 총격전을 벌이고, 할 수 없이 브래들리는 엘리에이자의 부하들을 공격한다.
관련 인물 증언을 거부한 브래들리는 7년형을 선고받는다. 엘리에이자는 부하들을 시켜 브래들리의 임신한 아내 로런을 납치하고 경비가 삼엄한 레들리프의 셀 블록 99에 수감된 인물의 살해를 요구한다. 다른 선택지가 없는 브래들리는 일부러 간수들에게 싸움을 걸어 레들리프로 이송된다.

## 출연
- 빈스 본
- 제니퍼 카펜터
- 돈 존슨
- 우도 키어
- 마크 블루커스
- 무스타파 셔키어
- 톰 가이리
- 디온 무차치토
- 지노 시거스
- 윌리 C. 카펜터
- 프레드 멜러메드
- 클라크 존슨
- 푸자 쿠마르
- 롭 모건
- 댄 앰보이어
- 데번 윈저